# Врањина (острво)
Врањина је острво у Скадарском језеру у Црној Гори. Под тим именом помиње се у многим споменицима немањичког доба.
Постала је острво тек између 1200. и 1233. услед надолажења језерске воде. Дуга је око 2 км, а широка око 1 км. Кречњачког је састава и представља некадашњи хум у потопљеном Скадарском језеру. С ње се дижу два гола врха висока око 330 метара. На северозападу при обали, налази се насеље Врањина, насељено после 1835. из разних крајева Црне Горе. Према попису из 2003. било је 218 становника (према попису из 1991. било је 177 становника) у 70 домаћинстава.
На острву је манастир Светог Николе, који се помиње први пут 1233. Манастирско властелинство створено је даровима низа српских и зетских средњовековних владара. У Врањини је била резиденција зетског митрополита пре пресељења престонице Црнојевића са Жабљака на Цетиње. Око Врањине, као и суседног Лесендера, вођене су честе борбе између Црногораца и Турака.